# Hiebsatz
Der Hiebsatz (Hiebssatz, Nutzungsatz, Abnutzungssatz) wird im Forstbetrieb durch die Forsteinrichtung festgelegt und gibt die flächenbezogene nachhaltige jährliche einschlagbare Holzmenge an. Er wird in Ernte- (Efm) oder Vorratsfestmetern (Vfm) angegeben. 
In Deutschland wird der nachhaltige Hiebsatz für die steuerliche Bewertung des Privatwaldes herangezogen.
Der jährliche Hiebsatz ist der Hiebsatz, der pro Jahr entsprechend der einzelbestandsweisen Planung der Forsteinrichtung einzuschlagen ist. Diesen Gesamthiebsatz kann man in Haupt- und Pflegenutzung sowie in die einzelnen Holzartengruppen (wie z. B. Buche, Kiefer, Fichte) unterteilen. Die Summe des jährlichen Hiebsatzes wird auch als „Hauungsmenge“ oder „Gesamteinschlag“ bezeichnet. Die jährlich eingeschlagene Holzmenge sollte wegen des Gebots der Nachhaltigkeit in der Regel nicht höher sein als der jährliche Neuzuwachs des Waldes.